# قلعه ادسبرگ

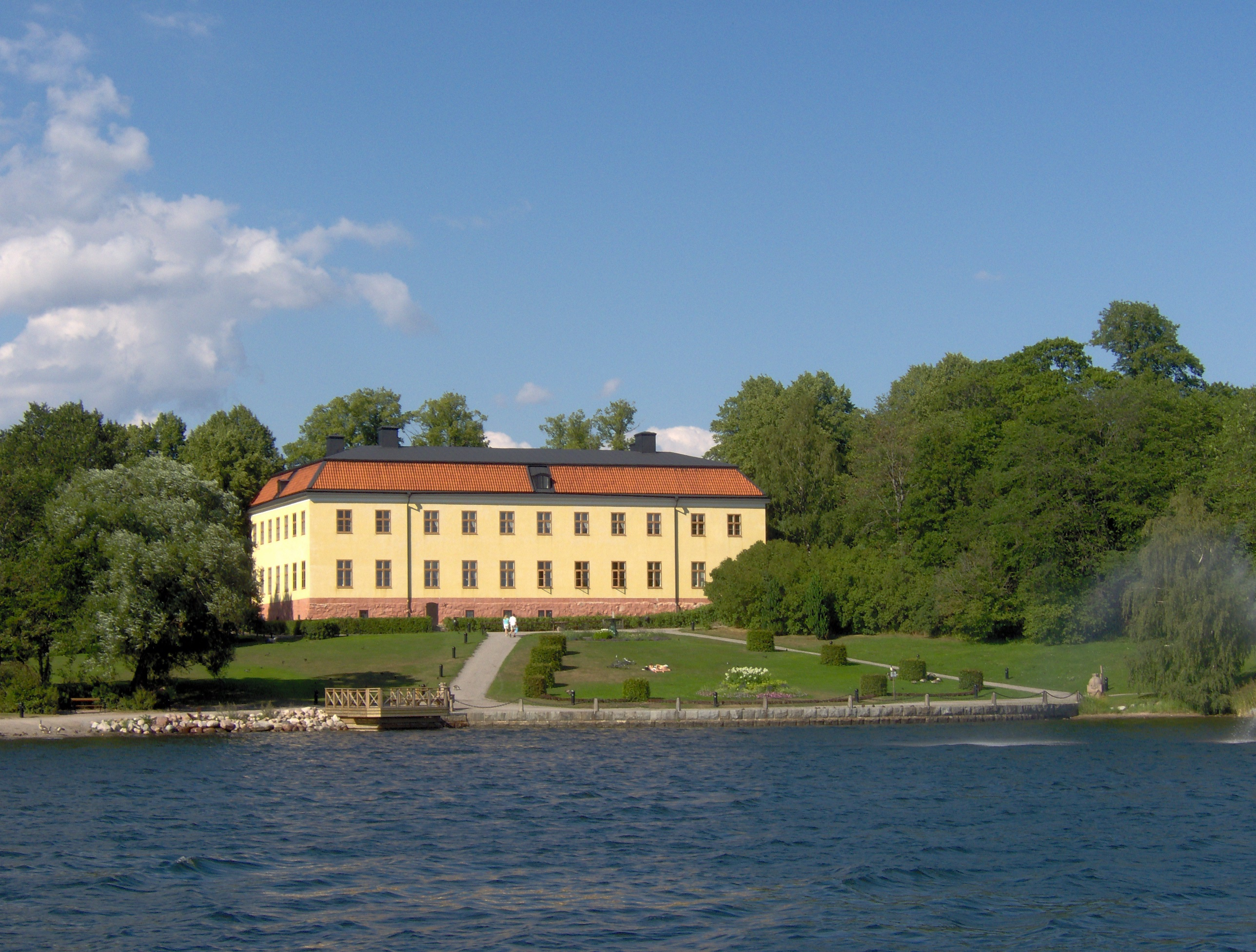
نمای مقابل قلعه

قلعه ادسبرگ (به سوئدی: Edsbergs slott) قلعه‌ای در شمال استکهلم سوئد است.